# 光明之淚X風
《光明之淚×風》自2007年4月6日於千葉電視台播放。故事內容講述《光明之淚》與《光明之風》之間的交差，兩個遊戲中的人物均有出現在動畫內。

## 故事簡介
不思議的風吹翻了書的頁數，不應綻放的古木櫻花開花的那一天，通往異世界的門打開了。尋找著與自己失散了的朋友的蒼真，進入了一個居住著獸人和有怪獸在四處徘徊的奇幻世界。
在這個世界，蒼真得到可以知道對方思想的「心劍」，成為了一個「心劍士」而且得到力量。不過，這個傳說中的心劍士身處的世界，有三個不同的國家，而獸人就是其中一個。不知不覺中，蒼真也跌入了這場充滿陰謀旋渦的國家領土的糾紛和戰亂中。必須緊緊握著手中的「心劍」，在戰場中奮戰。
但是，蒼真在戰場與敵國的心劍士相遇了，那是熟悉的身影，正是找尋已久的摯友。握著能知道對方心思的劍的少年們，描寫出一個觸動人心的物語。

## 登場人物

### 主要人物
秋月蒼真（聲：保志总一朗）
本作的主人公。圣鲁米纳斯学园3年级学生，体育万能，打架也有着自己独特的流派而十分强大。
周围总是围绕着许多女生，表面上看上去是个轻薄的人，实际上是个笨拙的一直暗恋着吴羽的家伙，可是却不知道怎么传达自己的心意。
领导能力很强，在队伍中担任组织者。前期的心剑对象为吴羽。后期为同行的5人。究极心剑（圣杯）在雾谷魁斗心中。
最终在拯救了世界后，用究极心剑打开了通往自己世界的通道，但在传送之际，顿悟自己喜欢的其实是瑪歐（MAO），为了真麻依然留在了异世界。
吴羽冬華（聲：堀江由衣）
圣鲁米纳斯学园高中部3年级学生，是苍真暗恋的学校的偶像，對霧谷有好感。
待人和蔼可亲，对任何人都是十分的温柔，对于不讲理的事情会毅然的拒绝，实际上是属于一生气就会变得十分恐怖的类型。
因为家里是神社，而她自己也是巫女的关系，所以对于咒符和弓道都很有心得。前期是苍真的心剑对象。
霧谷魁斗（聲：石田彰）
圣鲁米纳斯学园高中3年级学生，苍真的好朋友，虽然不是学生会的正式成员，但因为椎名和苍真的关系，总是随意出入着学生会室。
有点死心眼的家伙，所以有时候很难发挥出自己的潜在能力。周围的人总是为这感到担心，特别是椎名。心剑对象为椎名。究极心剑（圣杯）在泽克蒂心中。
椎名夏音（聲：水樹奈奈）
圣鲁米纳斯学园高中3年级学生。住在雾谷家的边上，是雾谷的青梅竹马，与苍真一直是斗嘴的伙伴。是光明之刃主角雷吉的姐姐。
活力十足，面对什么事都是一口气向前进的性格。实际上对于苍真来说，这是他最顾虑的存在。身为击剑部主将，击剑的本领非常高超。是雾谷的心剑对象。
西園寺春人（聲：置鮎龍太郎）
圣鲁米纳斯学园高中3年级学生。西园寺财团的年轻继承人，文武双全的温柔的完美主义者。
为了自己坚信的正义而前进时会比谁都强大。就是他察觉到了雾谷潜在的能力，但雾谷本人并不知道这种潜在的能力，为了雾谷他制定了许多特别的课程。
心剑对象为蛭田。究极心剑（圣杯）在善良面的蛭田丽亚心中。
蛭田麗亞（聲：佐久間紅美）
圣鲁米纳斯学园高中2年级学生，性格老实的天才少女。总是在科学部搞一些奇怪的发明而给周围的人造成困扰。
对学生会长有着特别的思念，是学生会里面的小后辈。是西园寺的心仪对象。

## 配音員
- 秋月蒼真：保志總一朗
- 吳羽冬華：堀江由衣
- 霧谷魁斗：石田彰
- 椎名夏音：水樹奈奈
- 西園寺春人：置鮎龍太郎
- 蛭田麗亞：佐久間紅美
- 零(Zero/西昂/Xion)：保志總一朗
- 瑪奧(真麻/毛)、芳女：斎藤千和
- 艾爾薇：廣橋涼
- 澤庫蒂、久遠之森的詠唱者：桑島法子
- 基爾雷因：近藤隆
- 基德：草尾毅
- 布拉奈玖、柯拉拉克蘭 菲利亞斯：川澄綾子
- 卡利斯 菲利亞斯：白石涼子
- 琉娜：福圓美里
- 拉薩拉斯：園部好德
- 狼偃王：稻田徹

## 主題曲
- 片頭曲：Shining tears

作詞： / 作曲・編曲：
歌：保志總一朗
- 片尾曲：光之輪廓（光のシルエット）

作詞：国分友里惠 / 作曲・編曲：岩本正樹
歌：保志總一朗

## 各話列表
| 話数       | 標題        | 劇本           | 演出     | 作畫監督            |
| ---------- | ----------- | -------------- | -------- | ------------------- |
| EPISODE 1  | 現代×異世界 | わたなべひろし | 渡辺正樹 | 江森真理子 番由紀子 |
| EPISODE 2  | 心×剣       | 藤原良二       | 神保昌登 | 胡陽樹              |
| EPISODE 3  | 友×恋       | 中山岳洋       | 岡嶋国敏 | 波風立流            |
| EPISODE 4  | 使命×仲間   | 渡辺正樹       | 渡辺正樹 | 南伸一郎            |
| EPISODE 5  | 妖精×妖精   | 名村英敏       | 濱崎義浩 | 丸藤広貴            |
| EPISODE 6  | 熱砂×氷雪   | 中山ひばり     | 吉田俊司 | 門智昭 金順淵       |
| EPISODE 7  | 風×涙       | 藤原良二       | 神保昌登 | 萩原弘光 胡陽樹     |
| EPISODE 8  | 白騎士×零   | 小滝礼         | 岡嶋国敏 | 番由紀子 岩岡優子   |
| EPISODE 9  | 絶望×希望   | 渡辺正樹       | 渡辺正樹 | 南伸一郎            |
| EPISODE 10 | 再会×絆     | 藤原良二       | 神保昌登 | 門智昭              |
| EPISODE 11 | 精霊×魔女   | 名村英敏       | 和田卓也 | 和田卓也            |
| EPISODE 12 | 光×闇       | 藤原良二       | 吉田俊司 | 萩原弘光 胡陽樹     |
| EPISODE 13 | 世界×心     | 渡辺正樹       | 渡辺正樹 | 江森真理子 番由紀子 |

## 播放電視台
日本深夜動畫：下文記載的日本国内播放時間使用日本標準時間（UTC+9）表示。因為部分時間标识會採用30小时制，因此請留意这类超过24:00的时间，其實際播放時間為翌日清晨。
| 播映區域   | 電視台         | 播映期間                    | 播映時間（UTC+9）         | 所屬聯播網    |
| ---------- | -------------- | --------------------------- | ------------------------- | ------------- |
| 東京都     | 東京都會電視台 | 2007年4月6日～2007年6月29日 | 每周五 25時30分～26時00分 | 獨立UHF放送局 |
| 千葉縣     | 千葉電視台     | 2007年4月7日～2007年6月30日 | 每周六 25時35分～26時05分 | 獨立UHF放送局 |
| 神奈川縣   | 神奈川電視台   | 2007年4月7日～2007年6月30日 | 每周六 26時30分～27時00分 | 獨立UHF放送局 |
| 埼玉縣     | 埼玉電視台     | 2007年4月9日～2007年7月2日  | 每周一 26時00分～26時30分 | 獨立UHF放送局 |
| 京都府     | 京都放送       | 2007年4月10日～2007年7月3日 | 每周二 25時30分～26時00分 | 獨立UHF放送局 |
| 兵庫縣     | SUN電視台      | 2007年4月10日～2007年7月3日 | 每周二 26時10分～26時40分 | 獨立UHF放送局 |
| 廣島縣     | 廣島HOME電視台 | 2007年4月10日～2007年7月3日 | 每周二 26時16分～26時46分 | ANN系列       |
| 中京廣域圈 | 名古屋電視台   | 2007年4月11日～2007年7月4日 | 每周三 27時08分～27時38分 | ANN系列       |

## 外部連結
- （日語）動畫官方網頁（页面存档备份，存于）